# Ладыженский, Николай Фёдорович
Николай Фёдорович Ладыженский (1774—1861) — военный деятель Российской империи, генерал-лейтенант из рода Ладыженских, участник наполеоновских войн.

## Биография
Из дворян Московской губернии. Происходил из рода Ладыженских, сын лейтенанта Федора Алексеевича Ладыженского (1729—15.11.1804) и Лукии Михайловны Чемесовой (ум. до 1806). 28 января 1790 поступил подпрапорщиком в л.-гв. Преображенский полк, 15 июня 1798 произведён в прапорщики.
В 1805 г. участвовал в походе в Австрию и при Аустерлице был контужен картечью в щиколотку левой ноги. В 1807 г. сражался с французами под Гутштадтом, Гейльсбергом и Фридландом, где был ранен пулей в кисть левой руки, но остался в строю и был награждён орденом Св. Георгия 4-го кл.(Орден Св. Георгия № 5357 получил в 1836 г в чине Генерал-Майора за выслугу лет), 11 октября произведён в капитаны. 24 сентября 1806 г. в чине полковника назначен командиром Кексгольмского мушкетерского полка (был командиром до 9 декабря 1807 г.)
16 ноября 1809 назначен командиром Вятского мушкетерского полка, находившегося в Молдавской армии. В 1810 г участвовал в осаде Туртукая и был ранен пулей в правую руку при неудачной попытке штурма Рущука 22 июня, 20 июля при отражении атаки кавалерии неприятеля под командованием Главного Визиря, был ранен в левую руку пулей, «которую на 4-й день вырезали». В 1811 г. в сражении под Рущуком был контужен излетным ядром в левое плечо. 15 мая 1811 — назначен шефом Нижегородского пехотного полка в 26-й пехотной дивизии, вошедшей в состав 2-й Западной армии.
В 1812 г. в сражении при Дашкове был тяжело ранен пулей в лицо с повреждением зубов, языка, контужен картечью в грудь и увезен на лечение в Москву, а оттуда в Рязань. 15 июня 1813 произведён в генерал-майоры и назначен бригадным командиром 15-й пехотной дивизии, в ноябре того же года прибыл с резервом к действующей армии и принял участие в боевых действиях кампании 1814 г. Сражался с французами под Бриенном, Ла-Ротьером, при Бар-сюр-Обе, под Лаоном и участвовал во взятии Парижа, за что был награждён орденом Св. Владимира 3-й ст. В 1815 г. находился во втором походе во Францию.
27 ноября 1816 назначен состоять при начальнике 15-й пехотной дивизии. 6 марта 1817 уволен в отставку с мундиром и пенсией. В 1819 г. вновь принят на службу и назначен состоять при начальнике 7-й (затем 13-й) пехотной дивизии. Из-за отставки старшинство в чине генерал-майора было установлено с 17 июля 1816. В 1820 г. — назначен командиром 2-й бригады 10-й пехотной дивизии. Снят с занимаемой должности и определён состоять по армии 4 сентября 1823, затем назначен военным комендантом Гродно. 6 января 1834 вышел в отставку по болезни с мундиром и пенсией, но вскоре был вновь принят на службу и определён Седлецким военным начальником. 17 марта 1845 произведён в генерал-лейтенанты. 11 января 1846 назначен окружным генералом 10-го округа отдельного корпуса Внутренней стражи. 11 февраля 1850 окончательно вышел в отставку с мундиром и пенсионом полного жалования.
В путеводителе по храмам Подмосковья, составленном во второй половине XIX в., осталась такая трогательная и поучительная запись:

 В 1852 г., по смерти помещицы с. Сергиевского девицы Марии Фёдоровны Ладыженской прибыл в поместье брат её генерал-лейтенант Николай Фёдорович Ладыженский, оставивший, по старости своей, службу, начатую им с 15-летнего возраста. Все последнее время своей жизни провёл он постоянно живя в с. Сергиевском. Всегда был бодр и весел, несмотря на свои преклонные лета и что был весь изранен. Единственным его занятием было чтение духовные книг и молитв, не пропускал церковные службы и всегда являлся в храм прежде всех. Гордости положительно никакой не имел и прихожане с. Сергиевского, принадлежа к удельному Ведомству, оказывали ему любовь, почтение и услугу более, чем крепостные крестьяне своим господам. Получая пенсион 2500 руб. сер., он весь его почти раздавал бедным, не разбирая, сколько кому дать (он получал ежемесячно).
В 3 или 4 дня он весь его почти раздавал и крайне утешался, что у него нет уже теперь денег, и всегда говорил:
«Вот теперь-то я спокоен; теперь-то почитаю проповедки дорогого моего Филарета».
Скончался он 25-го Апреля 1863 г. в среду Светлой недели, на 86-м году от рождения.
— Токмаков И.Ф. Историко- статистическое и археологическое описание церкви во имя Преподобного Сергия, Радонежского Чудотворца, в селе Сергиевском, Конькове тож (Московской губернии и уезда) с приходом. — М.: Типография М. Я. Пастушковой, 1895. — С. 13/14 - 14/15.

## Награды
- Орден Святого Владимира 3-й степени (25 ноября 1812)[3]
- Орден Святого Георгия 4-й степени (6 декабря 1836)[3]
- Орден Святого Станислава 1-й степени (17 июля 1838)[3]
- Знак отличия за XXXV лет беспорочной службы[3]
- Орден Святой Анны 1-й степени (4 января 1848)

## Семья
Супругой Николая Васильевича была Елизавета Антоновна Тарновская (1800—25.04.1853, Москва). У них было 6 детей:
- Екатерина Николаевна (1822—?)
- Варвара Николаевна (1823—?) — была замужем за генерал-майором Фёдором Фёдоровичем Аделунг (9.11.1800—?). Их дочь, Мария Фёдоровна Герингер (урождённая Аделунг), была обер-камер-фрау императрицы Александры Федоровны, жены Николая II.
- Татьяна Николаевна (1824—?)
- Елизавета Николаевна (17.11.1824—20.07.1825), умерла в раннем детстве.
- Фёдор Николаевич (19.01.1826[5]—?), из пажей выпуска 1844 года, штабс-ротмистр. Был женат с 1.06.1851 на княжне Юлии Николаевне Тенишевой (12.05.1831—5.03.1878), дочери генерал-майора князя Н. И. Тенишева. Их потомки живут в Дании.
- Дмитрий Николаевич (1831—?)
- Николай Николаевич (01.08.1832[6]— ?), родился в Москве, крещен в Храме Ризоположения на Донской при восприемстве дяди А. Ф. Ладыженского.